# Bodansky-Einheit
Die Bodansky-Einheit ist eine veraltete Maßeinheit der Konzentration an alkalischer Phosphatase im Blut. Sie ist definiert als Menge an alkalischer Phosphatase, die 1 Milligramm an Phosphat in der ersten Stunde der Inkubation in einer gepufferten Lösung mit dem Substrat Natrium-β-glycerophosphat freisetzt.  Dieses Verfahren wurde 1934 von Aaron Bodansky und Henry L. Jaffe veröffentlicht. Alternative veraltete Verfahren bzw. Einheiten sind z. B. King-Armstrong, Bessey-Lowry-Brock, Kind-King und International units.